# 1123 (عدد)
 1123 هو عدد صحيح، يلي العدد 1122 ويسبق العدد 1124.

## في الرياضيات

### خصائص
- عدد طبيعي.[3]
- عدد فردي.[4][5]
- عدد موجب،[6] السالب منه هو - 1123.[7]

## في التاريخ
- 1123 هـ هي سنة في التقويم الهجري.
- هي سنة  1123 م في التقويم الميلادي.

## وصلات خارجية
الأعداد الصاتمة، ديوان اللغة العربية.